# 分析のパラドックス
分析のパラドックス（paradox of analysis）またはラングフォード＝ムーアのパラドックス（Langford–Moore paradox）は、分析の正確性と有益性に関するパラドックス（逆説）。G・E・ムーアが善の定義不可能性を主張し、自然主義的誤謬を説明した著書『倫理学原理』で提起し、ムーア研究者のC・H・ラングフォードによって命名された。

## パラドックス
概念分析（conceptual analysis）とは、言葉の定義のようなものだが、スタンダードな辞書的定義（例を挙げたり、関連する用語について話したりする場合も含む）とは異なり、他の人の観点からの概念の完全に「正確」な分析は、元の概念と全く同じ意味を持つべきであると考えられる。したがって、「正確」な分析であるためには、元の概念が使用されているどのような文脈においても、文脈上の議論の意味を変えることなく、分析を使用できる必要がある。このような概念分析は、分析哲学の大きな目標である。
しかし、このような分析が有用であるためには、それが「有益」でなければならない。つまり、我々にとって未知な物事（少なくとも、誰かがまだ知らないかもしれないと想像できること）を教えてくれるものでなければならない
しかし、これらの要求を理解した上で、「正確」性と「有益」性の双方を満たす概念的分析はないように考えられる。

その理由を知るために、簡単な分析を考える。
(1) 任意のx（クラスや集合の任意の元）について、xが「brother」であるのは、xが「male sibling」である場合に限られる。
「brother」は「male sibling」と同じ概念を表しているため(1)は「正確」であると思われる。また、2つの表現は同一ではないので、(1)は「有益」であると思われる。また、(1)が本当に正しいのであれば、「brother」と「male sibling」は可換でなければならない。
(2) 任意のxについて、xが「brother」であるのは、xが「brother」である場合に限られる。
しかし、(2)は有益でない。したがって、
- (1)が有益でない

か、
- (1)で使われている2つの表現が交換可能ではない（有益な分析を有益でない分析に変えてしまうため）

である。よって、(1)は実際には「正確」ではないということになる。
言い換えれば、分析が「正確」かつ「有益」であれば、(1)と(2)は本質的に等しいはずだが、(2)は「有益」ではないので、そうはならない。つまり、「正確」な分析と「有益」な分析を同時に行うことはできない。

## 解決法
分析のパラドックスの解決法の一つは、分析の再定義である。分析のパラドックスの説明のために、潜在的な分析とは、概念を説明するための言語表現ではなく、概念間の関係であると仮定する。もし、言語表現が分析の一部であるならば、正しい分析の場合でも完全な相互置換性（Salva veritate）を期待すべきではない。しかし、この方法は、分析の概念を、概念を使った面白い仕事をするのではなく、単なる言語的な定義に移してしまうように考えられる。
もう一つの対応策は、「正しい分析は情報を与えない」とさしあたり受け入れることである。そうすると、もしあるとすれば、この分析の代わりにどのような肯定的な認識の概念を使うべきかという問題が生じる。
さらに、W・V・O・クワインの立場に立って、概念分析という概念自体を完全に否定することもできる。これは、分析的区別と綜合的区別の否定することに対する自然な反応である。